# کاروانسرای چنگی
کاروانسرای چنگی مربوط به دوره صفوی است و در شهرستان دامغان، بخش مرکزی، روستای نمکه واقع شده و این اثر در تاریخ ۱۰ دی ۱۳۸۱ با شمارهٔ ثبت ۶۹۴۹ به‌عنوان یکی از آثار ملی ایران به ثبت رسیده است.